# 聖靈教堂 (塔林)

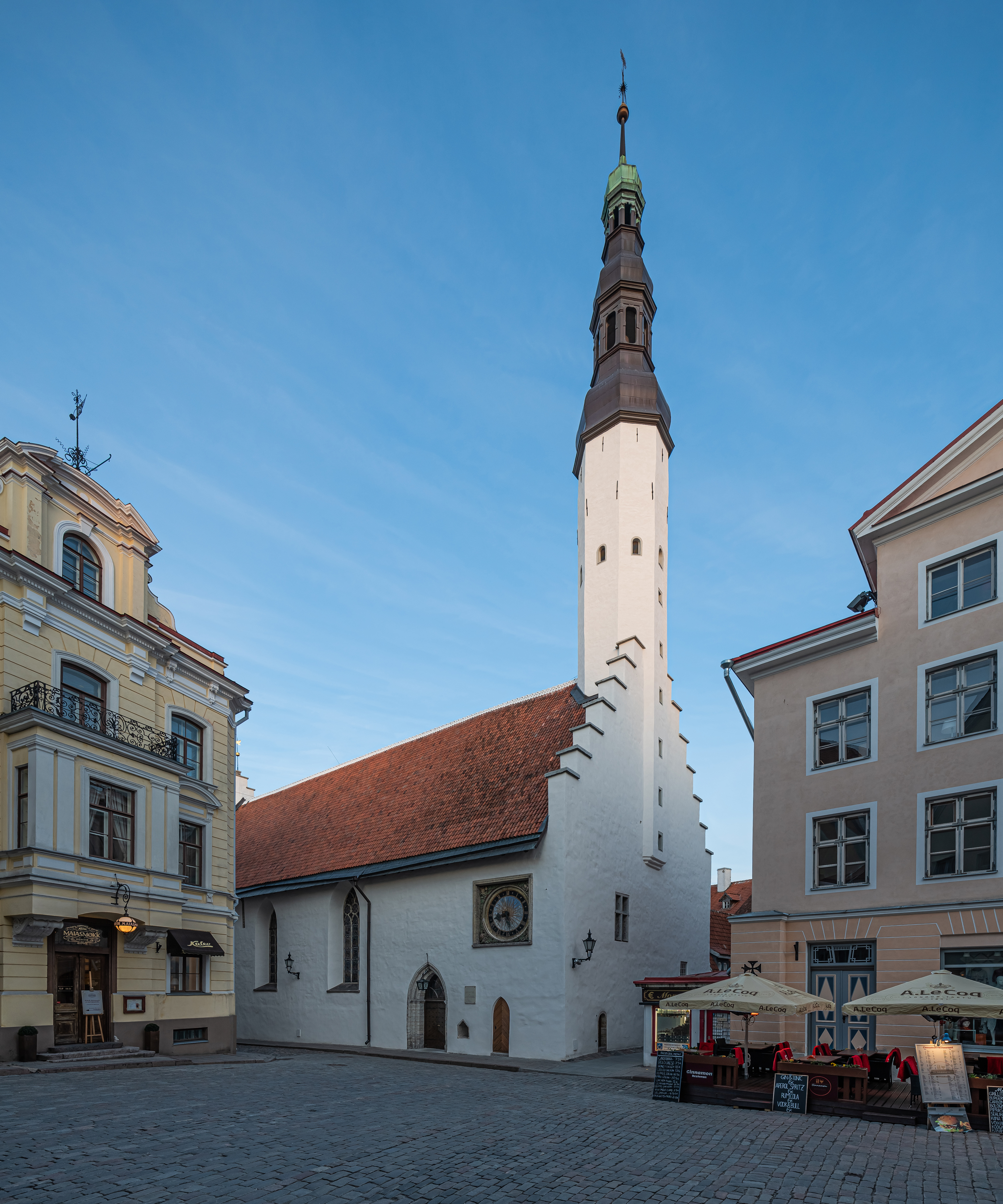
聖靈教堂

聖靈教堂是位於愛沙尼亞塔林老城區的一座中世紀時期的路德宗教堂。教堂可能始建於13世紀上半期，首次在文獻中提及是在1319年。在1684年和2002年時，教堂曾遭遇大火，但之後得到修復。